# Megalobulimus grandis
Megalobulimus grandis é uma espécie de gastrópode  da família Megalobulimidae.
É endémica do Brasil.